# Diocèse de Szeged-Csanád
Cet article possède un paronyme, voir Csanád Szegedi.
Le diocèse de Szeged-Csanád (en latin : Dioecesis Segediensis-Csanadiensis, en hongrois : Szeged-Csanádi egyházmegye) est un siège de l'Église catholique situé au sud de la Hongrie, autour de la ville de Szeged. Il est suffragant de l'archidiocèse de Kalocsa-Kecskemét. Depuis 2006, il est tenu par l'évêque László Kiss-Rigó.

## Territoire
L'ensemble du diocèse comprend les comitats de Csongrád-Csanád et de Békés et, dans une moindre mesure, celui de Jász-Nagykun-Szolnok (les villes de Kunszentmárton, Túrkeve et Mezőtúr, ainsi que les municipalités de Mesterszállás, Kuncsorba, Mezőhék et Kungyalu).
L'église cathédrale du diocèse est l'église votive, dédiée à Notre-Dame-des-Hongrois. À Békéscsaba se trouve la cocathédrale Saint-Antoine de Padoue (en). Csanád est le nom historique du diocèse, qui correspond à l'actuelle municipalité roumaine de Cenad, à la frontière hongroise.
Le territoire couvre 10 851 km², et il est divisé en 111 paroisses, regroupées en huit doyennés : Gyula, Szarvas, Orosháza, Mezőkovácsháza, Szentes, Makó, Seghedino et Kistelek.

## Histoire

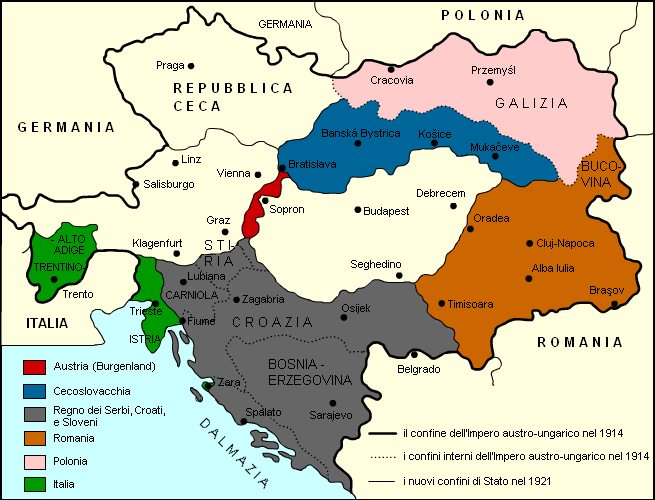
Nouvelles frontières à la suite des traités de Saint-Germain et de Trianon.

Étienne Ier de Hongrie, dans sa volonté de régner sur tout le bassin des Carpates, a dû combattre les chefs tribaux hongrois se trouvant dans la partie orientale du bassin qui lui résistaient. Il a battu le chef Gyula III de Transylvanie en 1003 et a rattaché le territoire à son royaume. Il s'est ensuite retourné contre Kean (dit aussi kagan), prince (dux) des Bulgares et des Slaves, se trouvant dans la Transylvanie du sud, ou chef d’une sorte d’État tribal d’origine bulgare dans le bassin des Carpates. Il a imposé la conversion au christianisme à tous les peuples qu'il venait de conquérir. L'armée royale est commandée par Doboka, un parent du roi Étienne, qui a donné son nom au comitat de Doboka, au nord de la Transylvanie et dont il a été probablement le premier ispán.
En 1009, le roi Étienne emploie des forces militaires pour assujettir et convertir les Hongrois noirs de la région du Danube et de la Drave. Puis il donne en mariage sa jeune sœur à Samuel Aba, chef de la tribu des Kavars du Matra, dont il fait un ispán de sa cour, puis un nádorispán et étend son autorité sur son territoire. La conversion du territoire de Vata lui a permis d'étendre sa domination jusqu'à la rivière Körös. En 1020, il ne reste qu'une tribu qui résiste à l'autorité du roi Étienne, celle d'Ajtony, dont la capitale est Marosvár établie sur les bords du Maros (en roumain : Mureș). Étienne Ier envoie contre lui son armée commandée par Csanád, fils de Doboka. La date de la victoire de l'armée royale sur Ajtony est sujette à controverse, mais il s'agit probablement de 1028, peu de temps avant la fondation du diocèse dans la ville de Csanád (en roumain : Cenad), en 1030, dont la date est certaine. Grâce à cette victoire, le roi Étienne Ier a le contrôle de l'ensemble du bassin des Carpates. Le premier évêque de Csanád est saint Gérard de Csanád (1030-1046).

## Évêques

### Évêques de Csanád
- Gérard de Csanád, 1030-1046,
- Mór, 1046-1053,
- Lőrinc, 1083-1113,
- Dezső, 1113- ?,
- Besztréd, 1138- ?,
- Pál, 1142- ?,
- János, 1148-1156,
- István, 1156-1169,
- Saul de Hédervar, 1188-1192, puis archevêque de Kalocsa (1192-1202),
- Krispin, 1192-1193,
- János, 1198-1201,
- Dezső, 1202-1229,
- Bulcsú, 1229-1242,
- Balázs, 1243-1257,
- Bereczk, 1259-1275,
- Gergely, 1275-1291,
- Antal (O.F.M.), 1296-1307,
- Benedek, 1307-1332,
- Jakob von Piacenze, 1332-24 mars 1343, puis évêque de Zagreb (1343-1348),
- István Harcsáki, 24 mars 1343-9 août 1344, puis évêque de Veszprém (1344-1345), ensuite archevêque de Kalocsa (1345-1349?),
- Galhard de Carceribus, 9 août 1344-2 mars 1345, puis évêque de Veszprém (1345-1346), ensuite archevêque de Brindisi-Oria (1346-1348),
- Gergely Kapronczai, 9 mars 1345-1350,
- Tamás Telegdi, 31 mai 1350-25 août 1358, puis archevêque de Kalocsa (1358-1367), ensuite archevêque métropolitain d'Esztergom (1367-1375).
- Gergely Lendvai, 22 mai 1359-1360,
- Domonkos Bebek, 1360-23 février 1373, puis évêque d'Oradea Mare (1373-1374),
- Miklós, 16 mai 1373-1375, auparavant évêque de Knin (en) (1365-1373),
- Pál Péterfia, 28 janvier 1377-1379,
- Tamás, 1379-1380,
- Ivan Smilo Bohemus (János Czudar), 1380-4 juin 1386, puis évêque de Zagreb (1386-1394),
- János, 3 novembre 1386-1395,
- Lukas de Órév de Szántó, 19 octobre 1395, puis évêque d'Oradea Mare (1397-1406),
- Gergely Szeri Pósafi, 12 septembre 1397-1402, auparavant évêque de Srijem (1394-1397),
- Dózsa Marczalli, 1403-1423,
- László Marczalli, 10 mai 1423-1434,
- Péter Remetei Himfi, 30 avcril 1438-1457,
- Albert Hangácsi, 1457-1466,
- János Szokoli, 27 octobre 1466-1493,
- Luka Baratin de Segedino, 4 novembre 1493-24 juillet 1500; auparavant évêque de Bosnie (1491-1493), puis évêque de Zagreb (1500-1510),
- Miklós Körösszegi Csáki (Mikuláš de Bačka), 15 novembre 1504-1514, auparavant évêque de Srijem (1499-1501), évêque de Nitra (1501-1503) et évêque de Transylvanie (1503-1504),
- Ferenc Csaholi, Ier octobre 1514-29 août 1528,
- János Musinai Gerván, 1526-29 août 1529,
- János Bonzagnó, 1529-1537,
- Györgi Martinuzzi (O.S.P.P.E.), 1536-30 mai 1539, puis évêque d'Oradea Mare (1539-1551), ensuite archevêque métropolitain d'Esztergom (1551-1551), nommé cardinal en 1551.
- János Barlabássy, 30 mai 1539-1552,
- Péter Kapronczay Paulinus, 17 juillet 1560-1561,
- János Kolozsváry, 28 janvier 1562-24 novembre 1562,
- Andrija Dudić, 1563-février 1565, auparavant évêque de Knin (1562-1563), puis évêque de Pécs (1565-déposé en 1567),
- Georg Bornemisza, 1565-3 juin 1573, puis évêque d'Oradea Mare (1563-1574),
- Boldizsár Persei Melegh, 15 mai 1573-1582,
- István Mathisy, 14 octobre 1583-23 janvier 1589, puis évêque de Vác (1589-1591),
- Pál Szegedy, 27 février 1589-1597,
- Faustus Verancsics, 20 décembre 1600-1608,
- György Dubovszky, 3 décembre 1635-1637,
- János Püsky (hu), 16 avril 1640-14 février 1650, évêque de Vác (1643-1644, 1648-1649), évêque de Nitra (de) (1644-1648), puis archevêque de Kalocsa (1650-1658?).
- György Szelepcsényi (Juraj Selepčéni Pohronec), 1643-1643, puis évêque de Pécs (1643-1644), évêque de Veszprém (1644-1647), diocèse d'Eger (1647- ?), évêque de Nitra (1652-1667), archevêque de Kalocsa (1658?-1667), archevêque métropolitain d'Esztergom (1667-1685).
- Mátyás Tarnoczy, 4 avril 1650-14 juin 1655, puis évêque de Vác (1655-1655),
- Tamás Erdődy Pálffy (Tomáš Pálffi), 2 août 1655-12 décembre 1667, puis évêque d'Eger (1667-1671), ensuite évêque de Nitra (1671-1679),
- Nándor Erdődy Pálffy, 27 février 1673-5 septembre 1678, puis évêque d'Eger (1678-1680),
- János Kéry (O.S.P.P.E.), auparavant évêque de Srijem (1676-1678), puis évêque de Vác (1682-1685),
- György Fenessy, 1er octobre 1685-12 mai 1685, puis évêque d'Eger (1687-1699),
- Mihály Dvornikovich, 24 novembre 1687-14 novembre 1695, puis évêque de Vác (1695-1705),
- István Telekesy, 13 août 1696-31 juillet 1702, puis évêque d'Eger (1702-1715),
- István Dolny, 25 juin 1703-2 juin 1707,
- László Nádasdy (O.S.P.P.E.), 15 décembre 1710-1730,
- Adalbert von Falkenstein (O.S.B.), 21 mai 1731-27 septembre 1739,
- Nikola Stanislavič (de) (O.F.M.), 30 septembre 1740-1750, auparavant évêque de Nicopolis (de) (1728-1740) et administrateur apostolique de Valachie (1728-1740).
- Franz Anton von Engel in Wagrain, 7 décembre 1750-janvier 1771, auparavant évêque de Belgrade (1734-1750),
- Imre Christovich, 28 juillet 1777-23 décembre 1798,
- László Koszeghy von Romete (S.J.), 22 décembre 1800-4 janvier 1828,
- Antal Török, 15 mars 1830-6 avril 1832,
- József Krivinai Lonovics (de), 23 juin 1834-février 1850, puis archevêque titulaire d'Amasea (de) (1861-1866), ensuite archevêque de Kalocsa (1866-1867),
- Sándor Csajághy, 5 septembre 1851-7 février 1860,
- Alessandro Bonnaz, 28 septembre 1860-9 août 1889,
- Alexander Dessewffy, 4 janvier 1890-7 décembre 1907,
- János Csernoch, 16 février 1908-20 avril 1911, puis archevêque de Kalocsa (1911-1912), archevêque métropolitain d'Esztergom (1912-1927), nommé cardinal en 1914.
- Gyula Glattfelder, 22 avril 1911-24 septembre 1942, puis archevêque de Kalocsa (1942-1943),
- Endre Hamvas (it), 3 mars 1944-15 septembre 1964, administrateur apostolique sede plena de l'archidiocèse d'Esztergom (1950-1956), puis archevêque de Kalocsa (1964-1969), archevêque titulaire d'Aræ-en-Numidie (de) (1969-1970).
  - József Ijjas (it), administrateur apostolique, 15 septembre 1964-10 janvier 1969, évêque titulaire de Tagarata (de) (1964-1969), puis archevêque de Kalocsa (1969-1987),
  - József Udvardy (hu), administrateur apostolique (1969-1975), évêque titulaire de Tabbora (de) (1969-1975),
- József Udvardy, 7 janvier 1975-5 août 1982.

### Évêques de Szeged–Csanád
- József Udvardy, 5 août 1982-5 juin 1987,
- Endre Gyulay, 5 juin 1987-20 juin 2006,
- László Kiss-Rigó depuis le 20 juin 2006.